# Sidro

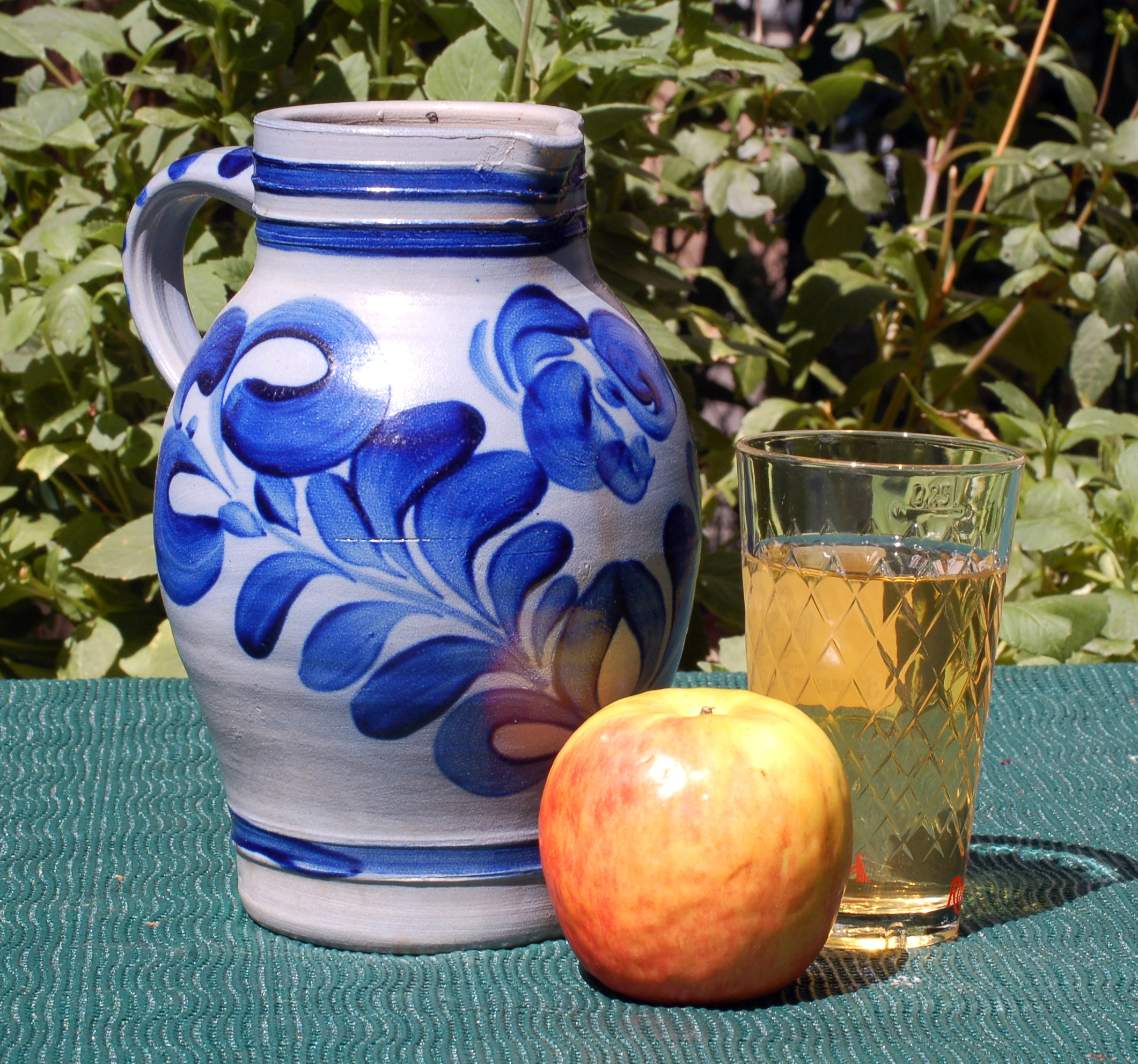
Una brocca di sidro di mele

Il sidro è una bevanda alcolica ottenuta dalla fermentazione alcolica delle mele e talvolta delle pere, frutti di due piante coltivate delle rosacee. La sua origine in Francia e in Normandia risale al Medioevo, ma la sua invenzione è antecedente. Più del 95% della produzione mondiale di sidro è realizzata con le mele.
Questa bevanda è molto diffusa nel Regno Unito, maggior consumatore e produttore al mondo, in Francia (specie in Bretagna e Normandia), Spagna (dove la produzione è particolarmente concentrata nelle Asturie e Paesi Baschi), Germania, Irlanda, Paesi Bassi, Finlandia e Svizzera. In Italia è meno popolare ma la si può trovare nei pub di stile anglosassone e in numerosi supermercati.
La gradazione alcolica varia da 2 a 7%; il sapore acidulo è conferito dalla presenza di acido malico.

## Etimologia
La parola "sidro" per indicare il succo di mele fermentato nasce nella lingua d'oïl attorno al 1130-1140, ma precedentemente veniva chiamato auppegard, épégard, yébleron, sistr oppure sagarnoa o sagardoa per i marinai del Paese Basco (in basco, letteralmente "vino di mela"). In Grecia il sidro era conosciuto con i nomi semitici di σικερίτης sikerítēs o σίκερα síkera, dall'ebraico שֵׁכָר šēkār, passato poi al latino sīcera, da cui deriva la parola moderna sidro.

## Storia
La documentazione archeologica ha evidenziato il più antico sidro sinora noto, in Spagna, nella Valle Ambrona della regione di Soria, con datazione alla metà del III millennio a.C.; l'analisi del residuo di un coccio di ceramica è corrisposto a quello di un sidro di pera selvatica. Sembra che le civiltà di Egitto e Bisanzio, poi anche quelle greche e romane amassero bere il sidro, tant'è che le prime notizie sulle piantagioni di melo risalgono al XIII secolo a.C., epoca in cui era certamente coltivato in Egitto e in Asia Minore. Il sidro fu menzionato da Plinio al suo ingresso in Austria, quando testimoniò che era tipico del luogo, utilizzato per fini curativi. Anche l'aceto di sidro di mele veniva utilizzato dai romani per dissetare e dagli Egizi per curare. Furono gli arabi che, mediante avanzati sistemi agricoli, ampliarono le varietà di mele e le tecniche per produrne in tutto il continente.
In Austria la produzione di sidro s'intensificò durante i secoli XII, XIII e XVIII, periodo dopo il quale l'aumentato consumo della bevanda impose l'aumento della superficie coltivata ad alberi di mele a scapito delle coltivazioni di cereali. Le mele e le pere erano usate in Gallia per la preparazione di bevande diverse, ma solo nel XIV secolo il sidro sostituì la cervogia in Normandia. L'origine del sidro nella Normandia meridionale risale al Medioevo, quando dalla zona di Biscaglia (Spagna) nel VI secolo da naviganti della zona di Dieppe, nel dipartimento francese della Senna Marittima. Nel XV secolo divenne bevanda comune in Francia e nei paesi dell'Europa centrosettentrionale.
Questo prodotto viene documentato nei trattati tecnico-medici del 1588 del medico normanno Julien Le Paulmier, studioso dell'università di Caen e medico personale di Carlo IX e di Enrico III, dove vengono esaltate le proprietà terapeutiche, digestive, diuretiche e antinfluenzali del sidro.
Fu introdotto in Inghilterra nel 1066 da Guglielmo il Conquistatore e i primi documenti noti scrivono di produzione di sidro nelle campagne dello Herefordshire.
Tuttavia il sidro in Inghilterra vede il picco dal XVII secolo anche grazie ad alcune figure aristocratiche che ne parlano nei loro trattati di letteratura: Empire of the booze (Henry Jeffreys) e Pomona (John Evelyn). Un’altra figura importante per la diffusione del sidro in Inghilterra è il Visconte John Scudamore, che lo scoprì nel suo periodo da ambasciatore in Francia e importò la mela Redstreak, in grado di produrre il sidro che conquistò definitivamente l’aristocrazia inglese sostituendo il vino. Nello stesso periodo Sir Kenelm Digby inventò la bottiglia champenoise, resa poi famosa dal padre francese dello champagne Dom Pérignon, perché resistesse a un’ultima parte della fermentazione del sidro in bottiglia.

## Produzione
Il sidro commerciale viene prodotto dov'è possibile trovare in grande quantità le mele adatte alla produzione di questa bevanda e in particolare:
- America del Nord, in Canada, nella provincia francofona del Québec, dove il sidro è una tradizione portata dai coloni normanni nel Seicento. Qui è nato un tipo particolare di sidro, il cosiddetto "sidro di ghiaccio";
- Belgio, nella città di Herve (Vallonia) e nella provincia di Liegi;
- Francia. Generalmente le provincie dell'ovest, con il paese basco al sud, e soprattutto più al nord-ovest la Normandia, sono i paesi del sidro. Ma tradizionalmente, oltre a queste, c'erano altre regioni di montagna, troppo fredde per il vino, ove il sidro era popolare. Oggi le regioni dov'è concentrata la maggiore produzione sono:
  - la Normandia;
  - la Bretagna;
  - la Loira;
  - il Nord-Passo di Calais;
  - la Champagne-Ardenne;
  - la Savoia;
  - la Somme;
- Germania, nella regione di Francoforte sul Meno, nella valle della Neckar e nella regione della Saar;
- Isole del Canale;
- Italia in Valle d'Aosta, in Trentino Alto-Adige, in Piemonte e Friuli;
- Regno Unito;
- Irlanda;
- Spagna:
  - le Asturie;
  - i Paesi Baschi;
  - la Cantabria;
  - la Galizia.

In Italia il sidro era un tempo ampiamente prodotto nelle regioni melicole del nord Italia, con un marcato declino durante il dominio fascista, a causa dell'introduzione di una legge che vietava la produzione industriale di bevande alcoliche derivate da frutti di grado inferiore al 7% vol., che aveva lo scopo di proteggere i produttori di vino. Le leggi e i regolamenti attuali sono favorevoli ai produttori di sidro; la produzione era sopravvissuta specialmente nelle località alpine, soprattutto nelle regioni del Trentino, Valle d'Aosta, Piemonte e Friuli, ma recentemente i produttori si sono moltiplicati e ora sono diffusi su tutto il territorio nazionale.

## Processo di produzione
Il processo di produzione del sidro si può dividere in 4 punti principali.
1. Raccolta: e preparazione delle mele  Una volta raccolte, le mele vengono trasportate nei cider mills (mulini per il sidro), dove vengono tritate fino a diventare polpa.
2. Spremitura:  La polpa di mela viene pressata per separare il succo dalla parte solida (chiamata pomace). In passato, si alternavano strati di paglia e cenere per minimizzare l’ossidazione, mentre oggi vengono utilizzate tecnologie moderne.
3. Fermentazione: Il succo ottenuto viene filtrato e posto a fermentare in grandi tini a temperature comprese tra i 4 e i 16°C. La fermentazione del sidro può essere effettuata con lieviti naturali o con lieviti innestati, come quelli usati per il vino, la birra o lo spumante. Questo influisce sul sapore finale.
4. Maturazione:  Dopo la fermentazione, il sidro può essere imbottigliato, rifermentato (metodo classico o champenoise) o lasciato invecchiare. Il periodo di invecchiamento può variare da due settimane a tre anni, a seconda del sapore desiderato.[11]

## Preparazione casalinga

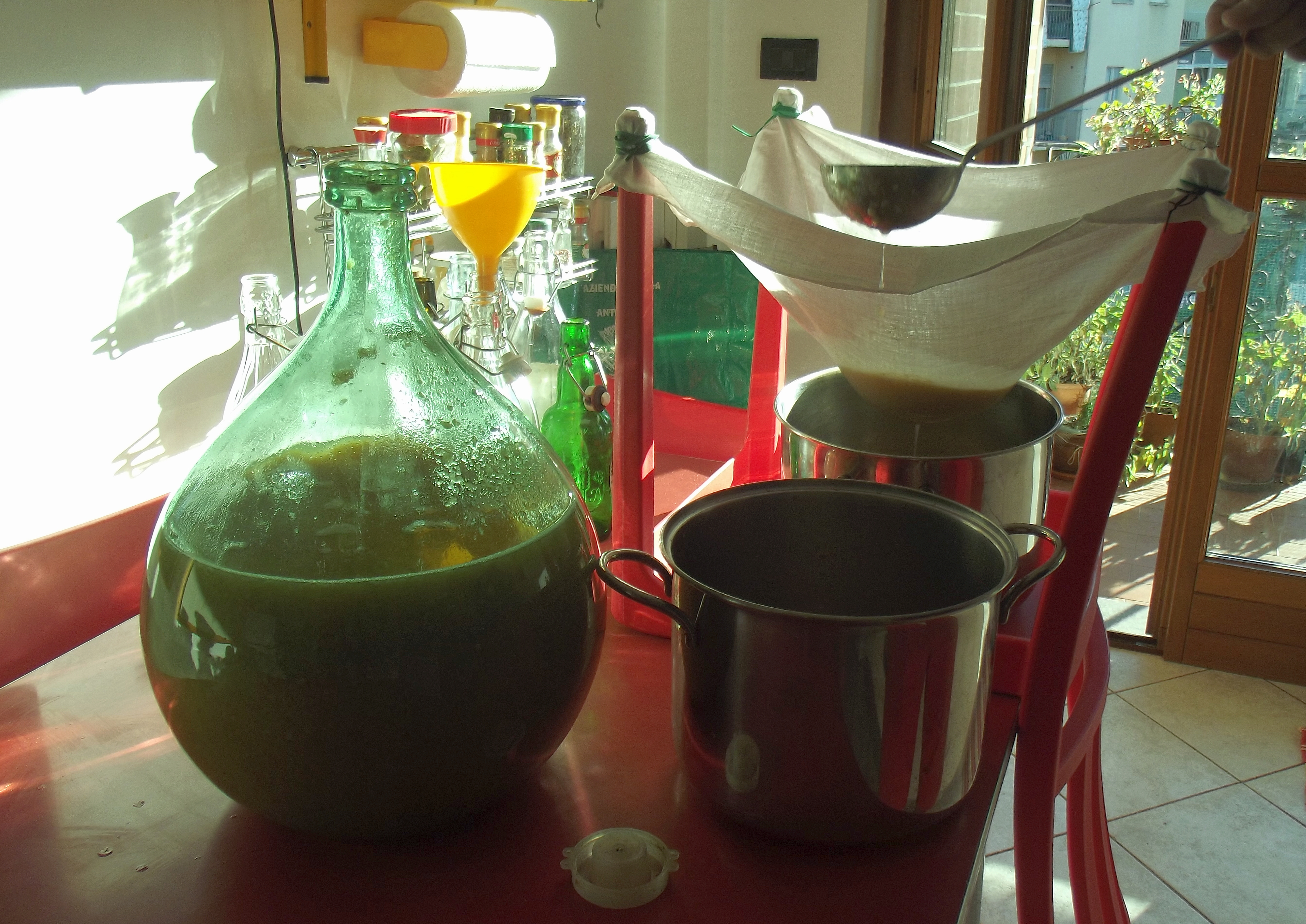
Svinatura casalinga del sidro di pere fermentato in damigiana da quindici l.

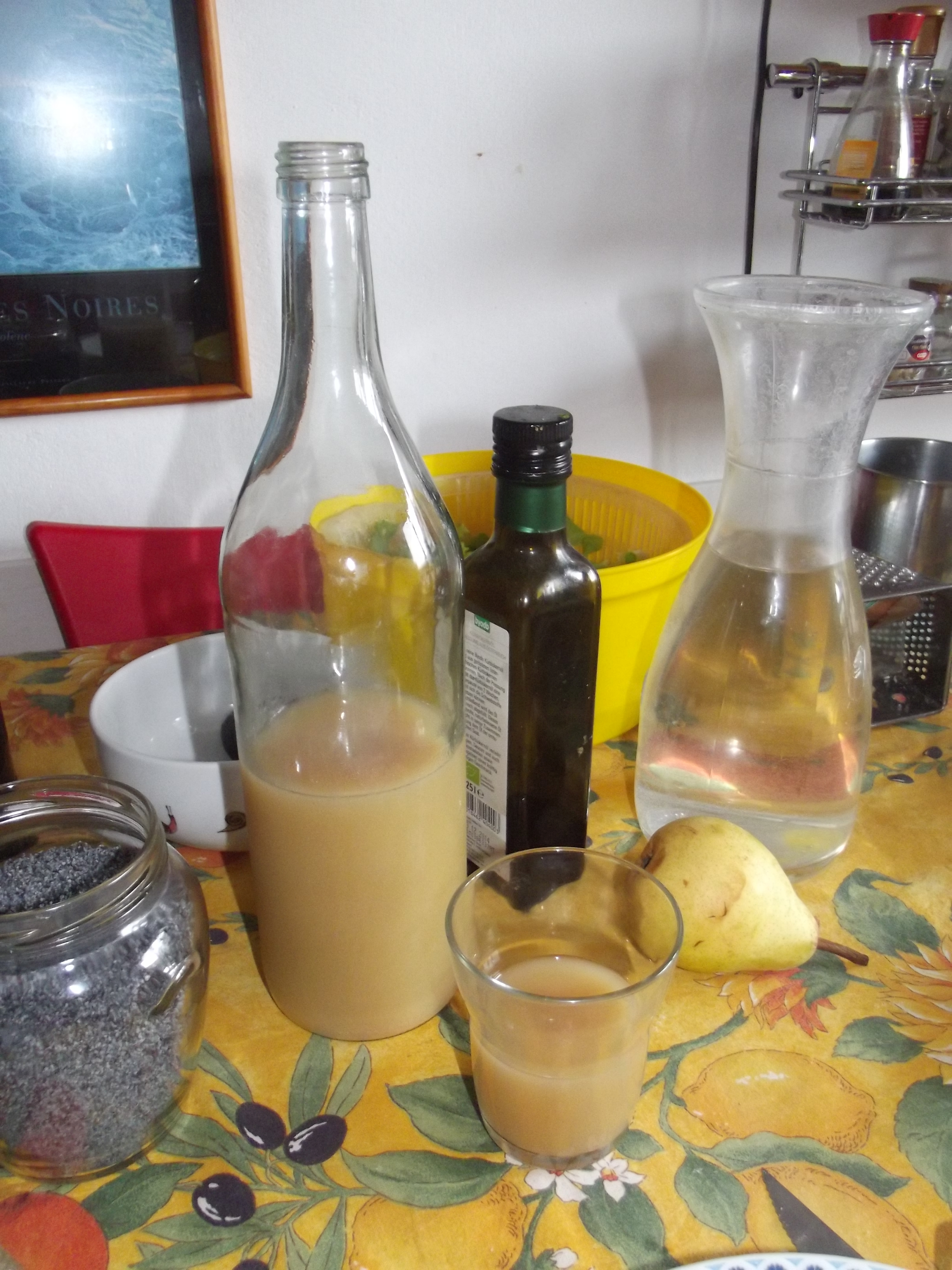
Sidro di pere casalingo non chiarificato.

Per la preparazione casalinga del sidro esistono svariate ricette.
Oltre al classico metodo basato sulla fermentazione naturale partendo dalla spremitura di mele o pere è possibile semplificare il processo partendo dal succo di mela preconfezionato. Si parte mettendo in una piccola damigiana da 5 litri circa 4 litri di succo di mela non zuccherato, succo di limone per correggere l'acidità, lievito di birra (in bustina o in panetto).
La fermentazione deve durare circa due settimane, a una temperatura attorno ai 20 °C. Ove la temperatura fosse più alta, come capita normalmente nell'Europa meridionale al termine del periodo di maturazione delle mele o delle pere, il periodo di fermentazione dovrà essere un po' più breve, essendo le reazioni biochimiche coinvolte nel processo più veloci. Per permettere lo sfogo del biossido di carbonio e impedire l'ingresso dell'ossigeno, il quale potrebbe stimolare l'acetificazione dell'alcol prodotto dalla fermentazione, è necessario apporre o un tappo colmatore (gorgogliatore), o – in mancanza – ingegnarsi con un doppio cappuccio di stagnola avendo avuto l'accortezza di traforarne quello inferiore.
In alternativa alle mele si possono usare le pere: la bevanda così ottenuta nei paesi anglosassoni prende il nome di perry e di poiré in quelli francofoni. Viene prodotto questo tipo di sidro anche in alcune valli friulane, dove prende il nome di piruçade (o klotz, dal nome della varietà di pera più diffusa in queste aree).

## Cultura del sidro in Italia
In Italia, molte conoscenze sulla cultura del sidro oggi sono perse a causa dei cambiamenti occorsi in agricoltura nel corso del Novecento. Tuttavia, la produzione del sidro e di bevande di frutta fermentate è nota e trasmessa anche grazie alla memoria popolare; più rare sono le tracce materiali, ma, ad esempio, in Valsesia si conservano ancora torchi per la spremitura delle mele dalla caratteristica forma quadrangolare. A livello legislativo, invece, negli anni Trenta del XX secolo è documentata un'imposta per "il sidro e le altre bevande ricavate dalla frutta" (pari al 60% dell'imposta sul vino); la sua attestazione nell'area di Salerno indica che la presenza di tali produzioni fermentate era diffusa e possibile su tutto il territorio nazionale, fino al Sud Italia.
In Italia è oggi presente un'associazione culturale senza scopo di lucro denominata "Associazione Pommelier e Assaggiatori di Sidro" (in acronimo APAS), fondata nel 2023, che "si prefigge di valorizzare la cultura del sidro, svolgendo prevalentemente attività di carattere formativo, didattico ed editoriale per diffondere la conoscenza e l'apprezzamento della bevanda del sidro, e della tecnica di abbinamento cibo-sidro".

## Influenze in letteratura
Il sidro (The Cyder, 1709) è il titolo di un poemetto in due canti del poeta inglese John Philips, ispirato alle Georgiche di Virgilio, nel quale si descrivono le tecniche e le strategie necessarie per produrre il sidro.
Nel celebre romanzo Madame Bovary, di Gustave Flaubert, si racconta come a Papà Rouault, padre di Emma, piacesse avere sempre il sidro forte in tavola, per esemplificare come l'uomo non badasse a spese quando si trattava del suo tenore di vita (I, 3).